# Cerkniško jezero
Cerkniško jezero este o arie protejată (arie de protecție specială avifaunistică — SPA) din Slovenia întinsă pe o suprafață de 3.350,64 ha, integral pe uscat.

## Localizare
Centrul sitului Cerkniško jezero este situat la coordonatele 45°44′50″N 14°24′22″E / 45.7473°N 14.4061°E.

## Înființare
Situl Cerkniško jezero a fost declarat arie de protecție specială avifaunistică în aprilie 2004 pentru a proteja 33 de specii de animale.

## Biodiversitate
Situată în ecoregiunea alpină, aria protejată nu include niciun habitat protejat.
La baza desemnării sitului se află mai multe specii protejate de  păsări (33): lăcar mare (Acrocephalus arundinaceus), lăcar-de-rogoz (Acrocephalus schoenobaenus), ciocârlie-de-câmp (Alauda arvensis), rață lingurar (Anas clypeata), stârc roșu (Ardea purpurea), rață roșie (Aythya nyroca), buhai de baltă (Botaurus stellaris), mugurar roșu (Carpodacus erythrinus), chirighiță neagră (Chlidonias niger), barză neagră (Ciconia nigra), șerpar (Circaetus gallicus), erete de stuf (Circus aeruginosus), erete vânăt (Circus cyaneus), erete cenușiu (Circus pygargus), cristeiul de câmp (Crex crex), egretă albă (Egretta alba), vânturel de seară (Falco vespertinus), becațină comună (Gallinago gallinago), cocor (Grus grus), codalb (Haliaeetus albicilla), sfrâncioc roșiatic (Lanius collurio), grelușel-de-zăvoi (Locustella luscinioides), ferestraș mic (Mergus albellus), culic mare (Numenius arquata), bătăuș (Philomachus pugnax), corcodel-cu-gât-roșu (Podiceps grisegena), cresteț cenușiu (Porzana parva), cresteț pestriț (Porzana porzana), cristei de baltă (Rallus aquaticus), mărăcinar (Saxicola rubetra), silvie porumbacă (Sylvia nisoria), fluierar de mlaștină (Tringa glareola), fluierarul cu picioare roșii (Tringa totanus).